# Петрукович, Алексей Степанович
Алексе́й Степа́нович Петруко́вич (24 августа 1923 — 27 октября 1989) — советский военнослужащий, участник Великой Отечественной войны, один из 29 полных кавалеров, награждённых четырьмя орденами Славы, гвардии старшина, командир взвода пешей разведки 101-го, а затем 100-го гвардейского стрелкового полка 35-й гвардейской стрелковой дивизии 8-й гвардейской армии 1-го Белорусского фронта.

## Биография
Петрукович Алексей Степанович родился 24 августа 1920 года на станции Зилово в семье рабочего. Русский. Окончил 7 классов. Работал бурильщиком-взрывником на руднике Тенькинского горнопромышленного управления Магаданской области.
В Красную Армию призван в 1942 году. В боях Великой Отечественной войны с декабря 1942 года.
Помощник командира взвода пешей разведки 101-го гвардейского стрелкового полка (35-я гвардейская стрелковая дивизия 8-я гвардейская армия 1-й Белорусский фронт) гвардии старшина Алексей Петрукович совместно с другими разведчиками на самоходной артиллерийской установке 4 августа 1944 года ворвался в населённый пункт Ясенец, расположенный северо-западнее польского города Гловачув, огнём из автомата он уничтожил четырёх гитлеровцев, одного взял в плен, захватил вражеский пулемёт и доставил в штаб ценные сведения о противнике.
К исходу дня на подступах к населённому пункту Генрыкув, расположенному в том же районе, гвардии старшина Петрукович забросал противотанковыми гранатами две вражеские бронемашины и истребил несколько неприятельских солдат.
За мужество и отвагу, проявленные в боях, 21 августа 1944 года гвардии старшина Петрукович Алексей Степанович награждён Орденом Славы 3-й степени (№ 88616).
Командир взвода пешей разведки 100-го гвардейского стрелкового полка (35-я гвардейская стрелковая дивизия 8-я гвардейская армия 1-й Белорусский фронт) гвардии старшина Алексей Петрукович в первых числах февраля 1945 года севернее польского города Познань, находясь во вражеском тылу с разведывательной группой, вступил в неравный бой с противником. Разведчики вывели из строя свыше отделения солдат, более двух десятков взяли в плен и захватили шесть пулемётов.
В этом бою гвардии старшина Петрукович был ранен, но остался в строю.
За мужество и отвагу, проявленные в боях, 27 февраля 1945 года гвардии старшина Петрукович Алексей Степанович награждён Орденом Славы 2-й степени (№ 18203).
Командир взвода пешей разведки 100-го гвардейского стрелкового полка (35-я гвардейская стрелковая дивизия 8-я гвардейская армия 1-й Белорусский фронт) гвардии старшина Алексей Петрукович с бойцами вверенного ему подразделения 18 апреля 1945 года в бою за населённый пункт Альт-Розенталь, расположенный в шести километрах западнее города Зелов (Германия) уничтожил свыше трёх десятков вражеских солдат, подавил пулемётную точку, чем содействовал захвату в плен до роты солдат и офицеров противника и спасению жизни командира полка.
Указом Президиума Верховного Совета СССР от 15 мая 1946 года за образцовое выполнение заданий командования в боях с немецко-фашистскими захватчиками гвардии старшина Петрукович Алексей Степанович награждён Орденом Славы 1-й степени (№ 73), став полным кавалером ордена Славы.

 В письме своим землякам, опубликованном в чернышевской газете, Петрукович А. С. вспоминает, как это было:

— После прорыва обороны на реке Висле, преодолев с боями 575 километров, мы стремительно форсировали Одер. После длительных боёв наш полк отвели во второй эшелон на отдых и принятие пополнения. А нашей разведгруппе командование поставило задачу взять «языков», так как в скором времени предстояло нанести сокрушительный удар по Зееловским высотам, считавшимися воротами в Берлин. После трёхсуточного наблюдения выбрал объект нападения — отдельно стоящий у просёлочной дороги дом. По нашему определению, в нём размещалось боевое охранение. Подступы к дому были заминированы и прикрывались проволочной спиралью Бруно в два ряда. Поиск был назначен на час ночи. Сапёры сделали проход в минном поле и проволочных заграждениях. Пробравшись в тыл дома, при поддержке приданных огневых средств, атаковали. Действовали гранатами и ножами. Уничтожили много фашистов, а двоих взяли с собой. При отходе я наскочил на немецкого офицера. Он успел мне перебить ударом переносицу, но я скрутил его и доставил в наше расположение. Позже командующий армией генерал Чуйков вручил мне орден Славы первой степени…". — газета «Путь Ленина»
В 1946 году гвардии старшина Петрукович А. С. демобилизован. Жил в городе Изюм Харьковской области Украины. Член КПСС с 1971 года. Работал слесарем-лекальщиком на Изюмском приборостроительном заводе им. Ф. Э. Дзержинского, за трудовые отличия был награждён высокой правительственной наградой орденом Октябрьской Революции. В послевоенные годы его нашла затерявшаяся в суматохе боёв награда — орден Славы 2-й степени, и бывший разведчик стал кавалером четырёх орденов Славы. 
В конце 1980-х годов  продолжал работать слесарем-лекальщиком приборостроительного завода в городе Изюме. 
Весной 1989 года избран народным депутатом СССР от Всесоюзной организации ветеранов войны и труда.
Скончался А. С. Петрукович 27 октября 1989 года.
1 ноября 1989 года Центральная избирательная комиссиия постановила провести выборы в связи со смертью депутата Петруковича, а 26 января 1990 года на это место выбран Н. И. Ткаленко.

## Награды
- орден Октябрьской Революции
- орден Красного Знамени (приказ командующего 8 гвардейской армии № 233/н от 12.06.1944 года)[4]
- орден Отечественной войны 1-й степени (указ Президиума Верховного Совета СССР от 11.03.1985 года)
- орден Отечественной войны 2-й степени (приказ командира 26 гвардейского стрелкового корпуса № 015/н от 05.10.1943 года),[5]
- орден Красной Звезды (16.04.1944)[6]
- Орден Славы 1-й степени (указ Президиума Верховного Совета СССР от 15.05.1946 года)
- Орден Славы 2-й степени(приказ командующего 8 гвардейской армии № 500/н от 27.02.1945 года)[7]
- Орден Славы 2-й степени (приказ командующего 8 гвардейской армии № 545/н от 26.03.1945 года)[8] первоначально был представлен к ордену Красного Знамени
- Орден Славы 3-й степени (приказ командира 35 гвардейской стрелковой дивизии № 109 от 21.08.1944 года)[9]
- Медали, в том числе:
  - Юбилейная медаль «За доблестный труд (За воинскую доблесть). В ознаменование 100-летия со дня рождения Владимира Ильича Ленина»
  - Медаль «За победу над Германией в Великой Отечественной войне 1941—1945 гг.»
  - Юбилейная медаль «Двадцать лет Победы в Великой Отечественной войне 1941—1945 гг.»
  - Юбилейная медаль «Тридцать лет Победы в Великой Отечественной войне 1941—1945 гг.»
  - Юбилейная медаль «Сорок лет Победы в Великой Отечественной войне 1941—1945 гг.»
  - Медаль «Ветеран труда»
  - Юбилейная медаль «50 лет Вооружённых Сил СССР»
  - Юбилейная медаль «60 лет Вооружённых Сил СССР»
  - Юбилейная медаль «70 лет Вооружённых Сил СССР»